# Коллальто, Рамбольдо XIII
Рамбольдо XIII, граф Коллальто (также Рамбальдо (итал. Rambaldo XIII di Collalto; 21 сентября 1579, Мантуя — 18 ноября 1630, Кур, Швейцария) — итальянский военачальник на службе Священной Римской империи, фельдмаршал, участник Тридцатилетней и войны за мантуанское наследство.

## Биография
Представитель древнего итальянского рода Коллальто, известного с X века. Сын венецианского генерала Антонио IV Коллальто.
Изгнанный из Венецианской республики, вступил в армию Священной Римской империи, где дослужился до звания полковника. В 1620 году был отправлен императором Фердинандом II в Венгерское королевство, где энергично выступил против антигабсбургского движения, возглавляемого королём Габором Бетленом. 
Дипломат, служил имперским посланником в Риме и Мадриде. В 1623 году сражался под командованием фельдмаршала Иоганна Церкласа Тилли на Рейне и Майне, в 1624 году стал президентом Имперского военного совета (Гофкригсрата), заседавшего в Вене, и возглавлял его вплоть до 1630 года.
Став фельдмаршалом, получил верховное командование кампанией в Северной Италии против Карла I Гонзаги во время войны за мантуанское наследство. Будучи уже очень больным, не присутствовал при осаде и разграблении Мантуи 18 июля 1630 года.
Обвиненный в сговоре с Венецией, отправился в Вену, чтобы защитить себя, но умер по дороге в швейцарском Куре 19 ноября 1630 года.